# Groupe de NGC 661
Le groupe de NGC 661 comprend au moins quatre galaxies située dans la constellation du Triangle. La distance moyenne entre ce groupe et la Voie lactée est d'environ 49,6 Mpc (∼162 millions d'al). 

## Membres
Le tableau ci-dessous liste les quatre galaxies indiquées dans l'article d'Abraham Mahtessian paru en 1998. 
| Nom     | Classification | Type           | α (J2000.0)   | δ (J2000.0) | Vitesse radiale (km/s) | Magnitude apparente | Distance (Mpc) | Diamètre (kal) |
| ------- | -------------- | -------------- | ------------- | ----------- | ---------------------- | ------------------- | -------------- | -------------- |
| NGC 661 | E+             | Elliptique     | 01h 44m 14.6s | 28° 42′ 21″ | 3815 ± 5               | 12,2                | 52,2 ± 3,7     | 70             |
| NGC 670 | SA0            | Lenticulaire   | 01h 47m 24.8s | 27° 53′ 09″ | 3697 ± 2               | 12,7                | 50,5 ± 3,6     | 67             |
| NGC 684 | Sb             | Spirale        | 01h 50m 14.0s | 27° 38′ 44″ | 3537 ± 1               | 12,4                | 48,2 ± 3,4     | 137            |
| IC 1731 | SBc            | Spirale barrée | 01h 50m 12.3s | 27° 11′ 46″ | 3503 ± 1               | 13,3                | 47,6 ± 3,4     | 66             |

Le site DeepskyLog permet de trouver aisément les constellations des galaxies mentionnées dans ce tableau ou si elles ne s'y trouvent pas, l'outil du site constellation permet de le faire à l'aide des coordonnées de la galaxie. Sauf indication contraire, les données proviennent du site NASA/IPAC. 